# Большеухие листоносы
Большеухие листоносы (лат. Macrotus) — род летучих мышей из семейства листоносых.

## Внешний вид и строение
Тело с головой длиной 50—69 мм, хвост длиной 35—41 мм, предплечья длиной 45—58 мм, масса тела 12—20 г. Окраска верхней стороны тела коричневая или черноватая. Низ тела коричневый или жёлто-коричневый, обычно испещрённый серебряным или белым.

## Распространение
Большеухие листоносы населяют теплые области юго-запада Соединенных Штатов, Мексику, Центральную и Южную Америку, а также Багамские острова.

## Поведение
Населяет сухие теплые районы. Ведут ночной образ жизни. В течение дня они спят группами, часто по несколько сотен особей в пещерах, шахтах или зданиях. Их рацион состоит в основном из насекомых, кроме того, они также едят плоды кактуса.

## Воспроизведение
Спаривание происходит осенью, из-за задержки большинство детёнышей рождаются с мая по июль. Как правило, рождается один детёныш, который кормится молоком примерно месяц. Средняя продолжительность жизни может быть около десяти лет.

## Классификация
В род включают 2 вида:
- Калифорнийский листонос (Macrotus californicus)
- Листонос Ватерхауса (Macrotus waterhousii)